# Mario Corti (Radsportler)
Mario Corti (* 6. September 1946 in Curno, Italien) ist ein ehemaliger italienischer Radrennfahrer.
Mario engagierte sich 1970 im englischen Milk Race und erreichte den zweiten Platz in der 2. und 10. Etappe. 1971, sein erfolgreichstes Jahr, gewann Mario die Gesamtwertung des Giro della Valle d’Aosta, die Gesamtwertung der Vuelta y Ruta de Mexico und wurde schon bei seiner ersten Teilnahme 3. in der 10. Etappe der Friedensfahrt. 